# Kristiansand
Kristiansandⓘ (mai timpuriu Christianssand) este un oraș, comună și reședința județului Agder în Norvegia. Este al cincilea oraș al statului după populație și cel mai mare oraș în regiune geografic-statistică Sørlandet. Are o populație de 76 917 locuitori și suprafață de 277 km². Orașul a fost instalat prin regele Christian al IV-lea, care a spus o frază renumită „aici orașul o să stea” în anul 1641.